# Ritter-sziget
A Ritter-sziget kis félhold alakú vulkáni eredetű sziget Új-Guinea partjaitól 100 kilométerre északkeletre, a szintén vulkanikus Umboi és Sakar szigetek között.
A Ritter-sziget bazalt–andezit rétegvulkánjának több kitöréséről is van feljegyzés, mielőtt  1888-ban a vulkán látványosan beleroskadt a tengerbe. A beomlás előtt a Ritter-sziget kerek kúp alakú volt és mintegy 780 méter magas. 1888. március 13-án reggel fél 6-kor azonban a sziget jórésze, mintegy 5 köbkilométernyi anyag egy viszonylag mérsékelt, VEI-2 fokozatú freatomagmás (vízbetöréses) kitörés közepette belecsúszott a tengerbe. A kitörés tanúi a mintegy 100 kilométerre délre fekvő Finschhafenben robbanásokat hallottak és csaknem észrevehetetlen hamuhullást észleltek. Az omlás 12-15 méter magas cunamit indított el, amely letarolta a közeli szigeteket és Új-Guinea szomszédos partvidékét, mintegy háromezer áldozatot szedve.
A vulkán beomlása 140 méter magas, 1900 méter hosszú félhold alakú szigetet hagyott maga után meredek, nyugatra néző sziklafal szegéllyel, amely a víz alatt folytatódik. 1888 óta legalább két kisebb kitörésre került sor, 1972-ben és 1974-ben, 2006-ban és 2007-ben, amelyek tenger alatti párkányt hoztak létre a beroskadási övezeten belül.
A 2007. május 17-én történt néhány órás kitörés kis cunamit okozott, mely elpusztított egy hajót és négy házat a közeli Umboi (Siassi) szigeten. 1500-2000 embert magasabban fekvő területekre evakuáltak. A helybéliek arról számoltak be, hogy a Ritter-szigeten füstfelhőket láttak. morgó hangokat hallottak, és rengett a föld. A Port Moresbyban lévő Geofizikai Obszervatórium nem érzékelt szeizmikus aktivitást.

## Fordítás
Ez a szócikk részben vagy egészben  a   Ritter Island című angol Wikipédia-szócikk ezen változatának fordításán alapul.  Az eredeti cikk szerkesztőit annak laptörténete sorolja fel. Ez a jelzés csupán a megfogalmazás eredetét és a szerzői jogokat jelzi, nem szolgál a cikkben szereplő információk forrásmegjelöléseként.